# 宗形徳善
宗形 徳善（むなかた の とくぜん）は、飛鳥時代の福岡県宗像地方の豪族。氏は宗像、胸形、胸方、胸肩とも表記する。姓は君。娘は天武天皇妃の尼子娘。宗像大社の神主でもあった。宮地嶽神社裏手にある宮地嶽古墳は徳善の墓とする説がある。